# José Fernández Rodríguez (arquero)
José Fernández Rodríguez (26 de enero de 1944-9 de junio de 2004) fue un deportista español que compitió en tiro con arco adaptado. Ganó una medalla de plata en los Juegos Paralímpicos de Barcelona 1992 en la prueba de equipo (clase abierta).

## Palmarés internacional
| Juegos Paralímpicos | Juegos Paralímpicos | Juegos Paralímpicos | Juegos Paralímpicos  |
| Año                 | Lugar               | Medalla             | Prueba               |
| ------------------- | ------------------- | ------------------- | -------------------- |
| 1992                | Barcelona (España)  | Medalla de plata    | Equipo clase abierta |